# 威瑟樂團
威瑟樂團（英語：Weezer）是一組來自美國加州洛杉磯的另類搖滾樂團，於1992年組成。樂團在最早是由瑞弗斯·柯摩（Rivers Cuomo，主唱、吉他手）、派屈克·威爾森（Patrick Wilson，鼓手、合音）、麥特·夏普（Matt Sharp、貝斯、合音）和傑森·科普（Jason Cropper，吉他、合音）組成。傑森·科普在不久後被布萊恩·貝爾（Brian Bell）取代。接著麥特·夏普被麥奇·威爾許（Mikey Welsh）取代，之後史考特·夏瑞納（Scott Shriner）接替了威爾許的位子。威瑟樂團至今共發行了六張專輯、三張EP以及一張DVD作品。在美國的唱片累積銷售量超過六百萬張。
威瑟樂團有許多著名的單曲作品，包括第一張同名專輯的「Undone - The Sweater Song」、「Buddy Holly」和「Say It Ain't So」；《私家偵探》（Pinkerton）專輯中的「El Scorcho」；2001年同名專輯的「Hash Pipe」、「Island in the Sun」；以及《偽裝》（Make Believe）專輯的「Beverly Hills」、「Perfect Situation」、「We Are All on Drugs」；以及最近期的同名專輯中的「Pork and Beans」。
威瑟樂團共有四首歌曲登上告示牌告示牌熱門100（Billboard Hot 100）排行榜，以及三首歌曲登上《告示牌》（Billboard）雜誌的熱門當代搖滾歌曲榜（Hot Modern Rock Tracks），單曲「Pork and Beans」位居榜首長達11週。
他們的第七張錄音室專輯《Raditude》（中文譯名未定）預計在2009年11月3日在美國等地推出。專輯的首支單曲「(If You're Wondering If I Want You To) I Want You To」（（如果你在猜想我想不想要你去做）我想要你去做）已經於2009年8月18日發行。

## 樂風影響
許多當代的樂團都曾被拿來與威瑟比較，或將威瑟列為影響他們曲風的來源。這些樂團包括灰燼（Ash）、吉米大胃王（Jimmy Eat World）、威恩水泉（Fountains of Wayne）、儀表板告解（Dashboard Confessional）、亞塔斯（The Ataris）Ozma、Ultimate Fakebook、二手貨（The Used）、Hellogoodbye、K勢力（Relient K）、血狗幫（Bloodhound Gang）、全美反對陣線（The All-American Rejects）、狂野夏洛特（Good Charlotte）、The Pink Spiders、得獎者是...（The Academy Is...）、暢所欲言樂團（Say Anything）、The Calgary Sun、比費克利羅（Biffy Clyro）、義和國（Something Corporate）、立體聲樂團（The Stereo）、特洛伊之衰亡（The Fall of Troy）、放羊的孩子（Nerf Herder）、好把戲（Hoobastank）、週年慶樂團（The Anniversary）、拯救世界樂團（Saves the Day）、Rye Coalition、 Tera Melos、星期四樂團（Thursday）、The Get Up Kids、Motion City Soundtrack、Ludo和龐客星期天（Taking Back Sunday）。
威瑟樂團自己也列出了讓他們受到影響的樂團，包括KISS（直接影響了「In the Garage」這首歌曲）、廉價把戲（Cheap Trick）、超脫樂團（Nirvana，在科特·柯本過世前他們曾短暫和威瑟隸屬同一間唱片廠牌）和小妖精樂團（Pixies，特別是他們早期的作品）。早期威瑟樂團的試聽帶，例如「Paperface」等，和小妖精樂團與超脫樂團的曲風有許多連結之處。此外，威瑟的「Heart Songs」一曲中也可以找到「Nevermind」的影子。威瑟樂團曾以「Goat Punishment」的名稱演奏超脫和綠洲樂團（Oasis）的歌曲。在1998年，威瑟在向小妖精樂團致敬的專輯中演出「Velouria」一曲，並在2005年短暫的參與了他們的巡迴演出。威瑟也將年輕歲月樂團（Green Day）當成影響他們曲風的來源（在「El Scorcho」一曲中有直接關於年輕歲月的歌詞出現），而兩組樂團也十分欣賞對方，並且有著朋友關係。威瑟也在《Different Shade Of Green: A Green Day Tribute》專輯中演出「Worry Rock」一曲。

## 樂團成員
樂團目前包含以下成員：
- 瑞弗斯·柯摩（Rivers Cuomo）—主唱、吉他手（1992年至今）
- 派屈克·威爾森（Patrick Wilson）—鼓手、歌手（1992年至今）
- 布萊恩·貝爾（Brian Bell）—吉他手、歌手（1993年至今）
- 史考特·夏瑞納（Scott Shriner）—貝斯手、歌手（2001年至今，由《呆頭呆腦》（Maladroit）開始，在威瑟最近期的十二張專輯中擔任演奏）

雖然柯摩被認定為樂團的主唱，但在2008的同名專輯（又稱紅色專輯，The Red Album）所有的成員都有進行演唱。
已離開的成員：
- 傑森·科普（Jason Cropper）—吉他手、合音（1992年—1993年），在《藍色專輯》（The Blue Album）中合作撰寫「My Name is Jonas」一曲
- 麥特·夏普（Matt Sharp）—貝斯手、合音（1992年—1998年），在《藍色專輯》（The Blue Album）和《私家偵探》（Pinkerton）中擔任演奏
- 麥奇·威爾許（Mikey Welsh）—貝斯手、合音（1998年—2001年），在《綠色專輯》（The Green Album）中擔任演奏

## 音樂作品
專輯
- 《威瑟（英语：Weezer (Blue Album)）》（1994年5月10日，藍色專輯）
- 《私家偵探（英语：Pinkerton (album)）》（1996年9月24日）
- 《威瑟（英语：Weezer (Green Album)）》（2001年5月15日，綠色專輯）
- 《呆頭呆腦》（2002年5月14日）
- 《偽裝（英语：Make Believe (Weezer album)）》（2005年5月10日）
- 《威瑟（英语：Weezer (Red Album)）》（2008年6月3日，紅色專輯）
- 《激進態度（英语：Raditude）》（2009年10月30日）
- 《赫利（英语：Hurley (album)）》（2010年9月10日）
- 《船到橋頭自然直（英语：Everything Will Be Alright in the End）》（2014年10月7日）
- 《威瑟（英语：Weezer (White Album)）》（2016年4月1日，白色專輯）
- 《太平洋的白日夢（英语：Pacific Daydream）》（2017年10月27日）
- 《威瑟（英语：Weezer (Teal Album)）》（2019年1月24日，青色專輯）
- 《威瑟（英语：Weezer (Black Album)）》（2019年3月1日，黑色專輯）
- 《OK人類（英语：OK Human）》（2021年1月29日）
- 《范·威瑟（英语：Van Weezer）》（2021年5月7日）

## 資料來源
1. ↑  .   [2008-09-01]. （原始内容存档于2008-05-09）.
2. ↑  . RIAA.com.   [2008-08-20]. （原始内容存档于2015-09-24）.
3. 1 2 3 4 5  Luerssen D., John, 2004 p.For concerts all ages submitted especially 9-10. 210
4. 1 2 3 4 5 6 7  Montgomery, James. . MTV News.   [2007-10-01]. （原始内容存档于2006-02-03）.
5. 1 2 3  Luerssen D., John, 2004 p. 349
6. ↑  . Shout Mouth.   [2007-10-17]. （原始内容存档于2007-10-11）.
7. ↑  O'Connor, Christopher. . Phoenix New Times.   [2007-10-17]. （原始内容存档于2008-12-10）.
8. ↑  Bromberg, Anthony. . The Daily Bruin.   [2007-10-17]. （原始内容存档于2008-12-06）.
9. ↑  . Rolling Stone.   [2007-10-17]. （原始内容存档于2010-02-08）.
10. ↑  Breimeier, Russ. . Christianity Today.   [2007-10-17]. （原始内容存档于2009-09-03）.
11. ↑  Schild, Matt. . Aversion.   [2007-10-17].
12. ↑  . Lindzi.com.   [2007-10-17]. （原始内容存档于2002-02-24）.
13. ↑  . ThePinkSpiders.com.   [2007-10-17]. （原始内容存档于2007-10-10）.
14. ↑  . Fueled By Ramen.   [2007-10-17]. （原始内容存档于2007-10-11）.
15. ↑  . SoundClick.   [2007-10-17]. （原始内容存档于2007-10-24）.
16. ↑  Borun, Jennifer. . Click Music.   [2007-10-17]. （原始内容存档于2007-10-14）.
17. ↑  Godlasky, Anne. . University Wire.   [2007-10-17]. （原始内容存档于2008-06-17）.
18. ↑  Schild, Matt. . Aversion.   [2007-10-17].
19. ↑  Schiff, Aaron. . In Music We Trust.   [2007-10-17]. （原始内容存档于2020-09-30）.
20. ↑  . The Beacon.   [2007-10-17]. （原始内容存档于2007-10-11）.

## 外部連結
- （英文）官方網站 （页面存档备份，存于）
- （英文）威瑟樂團在 Geffen Records 公司的網站
- （英文）威瑟樂團活動行程表 （页面存档备份，存于）（Zvents）
- 威瑟樂團的X（前Twitter）